# جاذبه‌های گردشگری استان قم
فهرستی از اماکن تاریخی و گردشگری استان قم

## آب انبار ها
- آب‌انبار آجری پاسنگان
- آب‌انبار آغلک
- آب‌انبار البرز
- آب‌انبار امامزاده حمزه
- آب‌انبار باقرآباد
- آب‌انبار پاچیان
- آب‌انبار چهاربرج
- آب‌انبار حاج حسینعلی سزاور
- آب‌انبار حاجی‌آباد (قم)
- آب‌انبار راهجرود
- آب‌انبار سراجه
- آب‌انبار سلماسی
- آب‌انبار سنگی پاسنگان
- آب‌انبار سید اسماعیل
- آب‌انبار شادقلی‌خان
- آب‌انبار صدرآباد (قم)
- آب‌انبار طرلاب
- آب‌انبار طیب و طاهر
- آب‌انبار عربستان
- آب‌انبار کاج
- آب‌انبار کوه‌سفید
- آب‌انبار کهک
- آب‌انبار لب چال
- آب‌انبار مبارک‌آباد
- آب‌انبار وادی‌السلام
- آب‌انبار یزدی‌ها

## آرامگاه ها ، امامزادگان و بقاع متبرکه

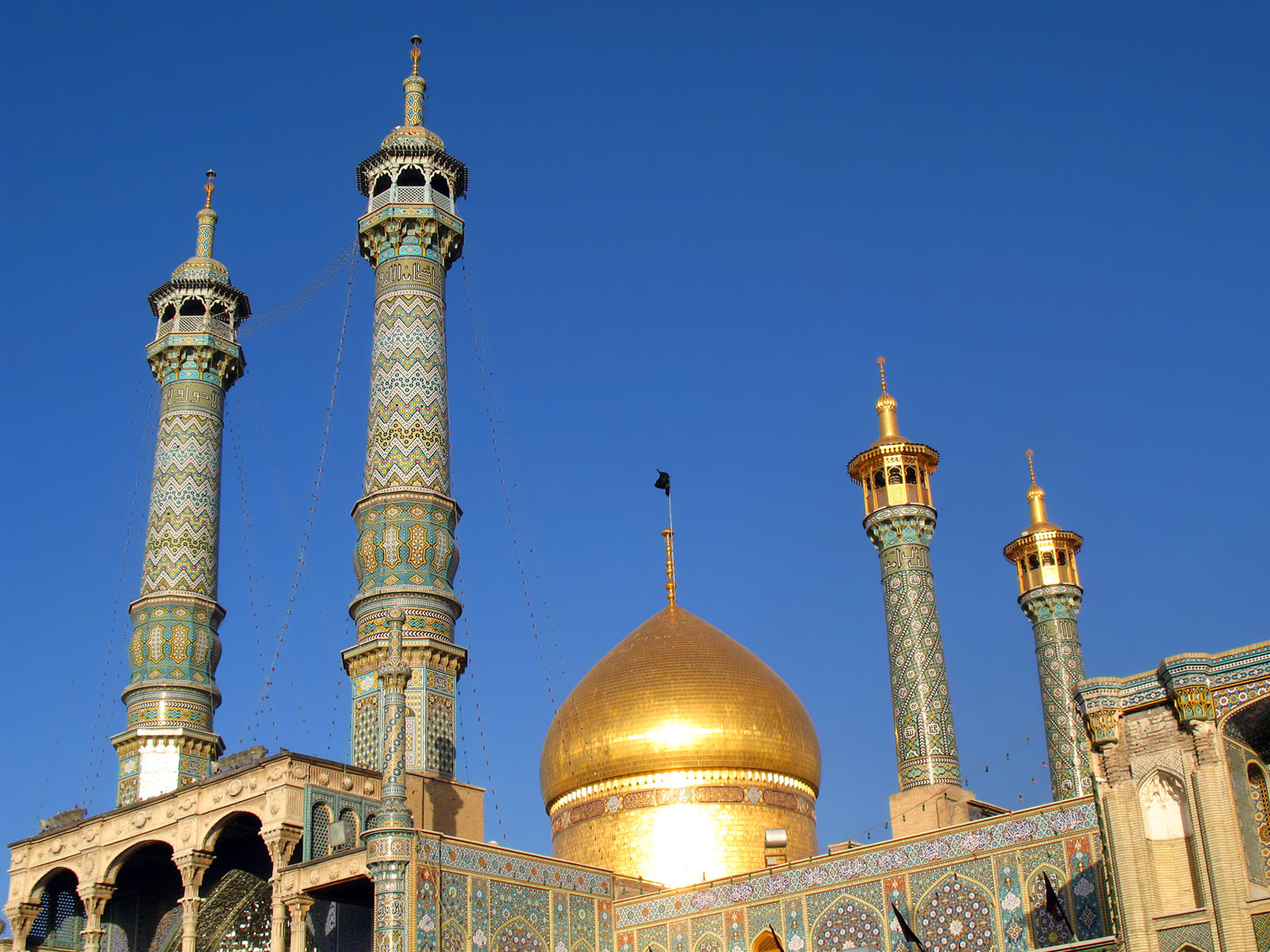
حرم فاطمه معصومه

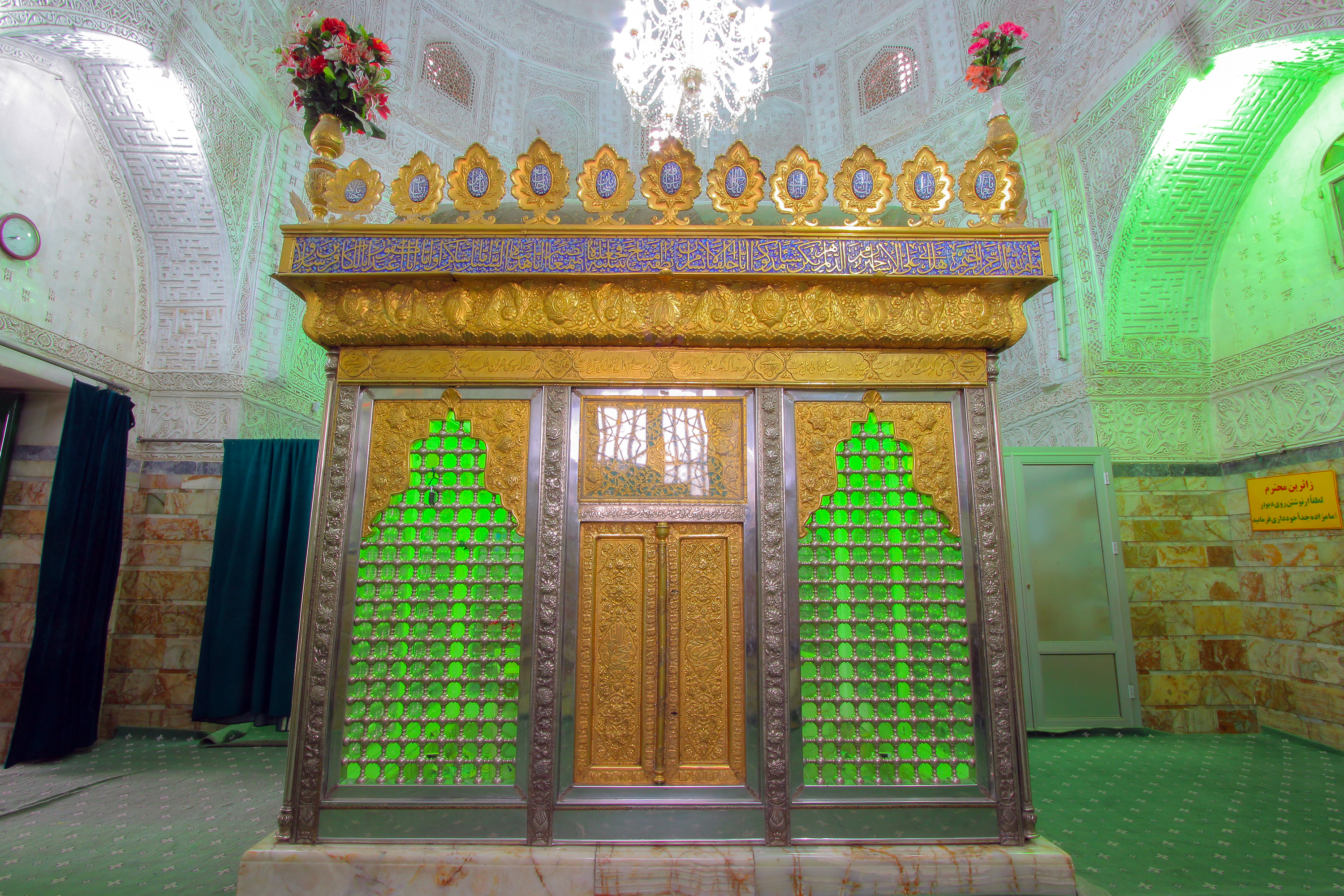
ضریح ساخته شده از نقره و طلا امامزاده شاه احمد قاسم در خیابان سمیه شهر قم

- آرامگاه امامزاده هادی جمزقان
- آرامگاه بی‌بی شریفه خاتون نویس
- آرامگاه زینب خاتون و گورستان آن
- آرامگاه سکینه خاتون
- آرامگاه سلطان محمود صرم
- آرامگاه شاهزاده اسماعیل
- آرامگاه شاهزاده هادی
- ضریح ساخته شده از نقره و طلا امامزاده شاه احمد قاسم در خیابان سمیه شهر قمآرامگاه علی بن بابویه قمی

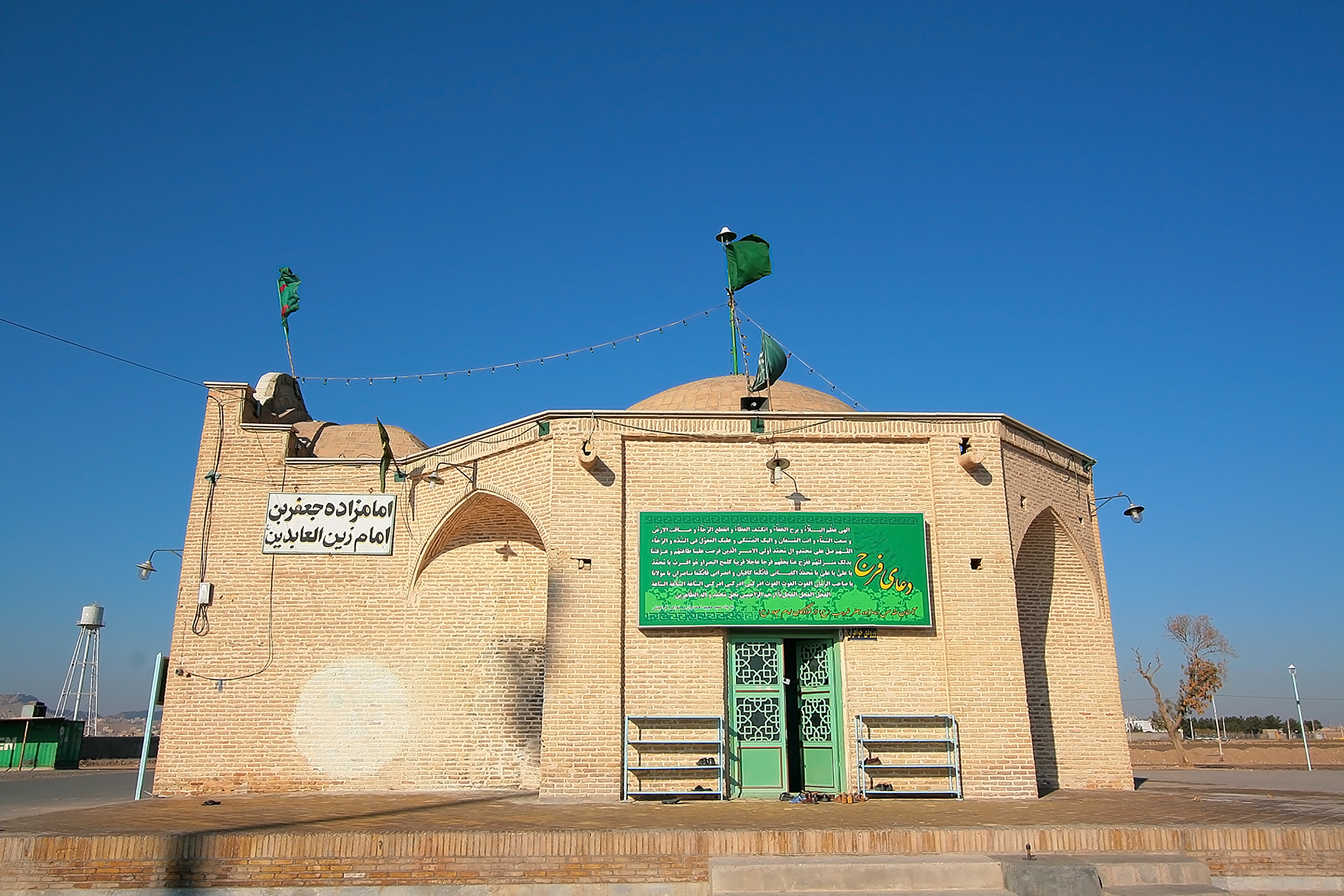
نمایی از امامزاده شاه غریب در حاشیه شهر قم

- آستان امامزادگان اهلعلی و سهلعلی
- آستان امامزاده احمد بن محمد حنفیه
- آستان امامزاده زکریا
- آستان امامزاده عبدالله
- آستان پنج امامزاده
- آستان خدیجه خاتون
- آستان شش امامزاده
- احمد بن موسی مبرقع
- امامزاده ابراهیم (قم)نمایی از امامزاده شاه غریب در حاشیه شهر قم
- امامزاده باوره فردو
- امامزاده حلیمه خاتون

- امامزاده خمره

- امامزاده ساریه خاتون
- امامزاده سربخش

- امامزاده شاه احمد قاسم
- امامزاده شاه جمال
- امامزاده شاه غریب

- امامزاده طیب و طاهر
- امامزاده عاقب
- امامزاده علی بن جعفر
- امامزاده محمد (صفورا)
- حرم فاطمه معصومه

## پل ها

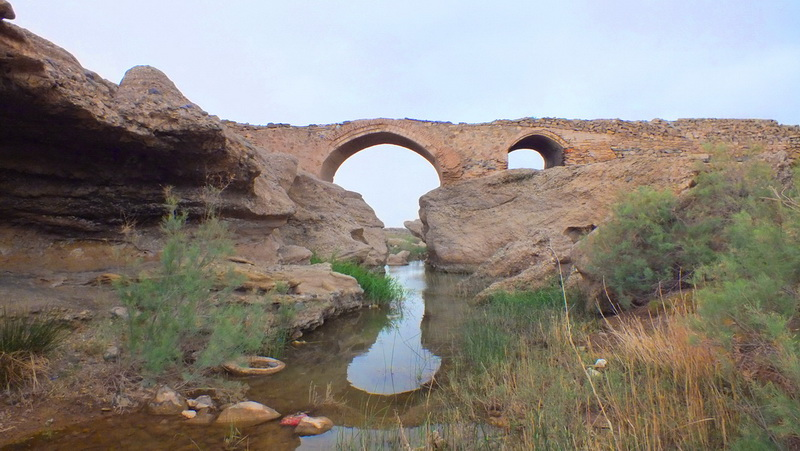
پل طایقان

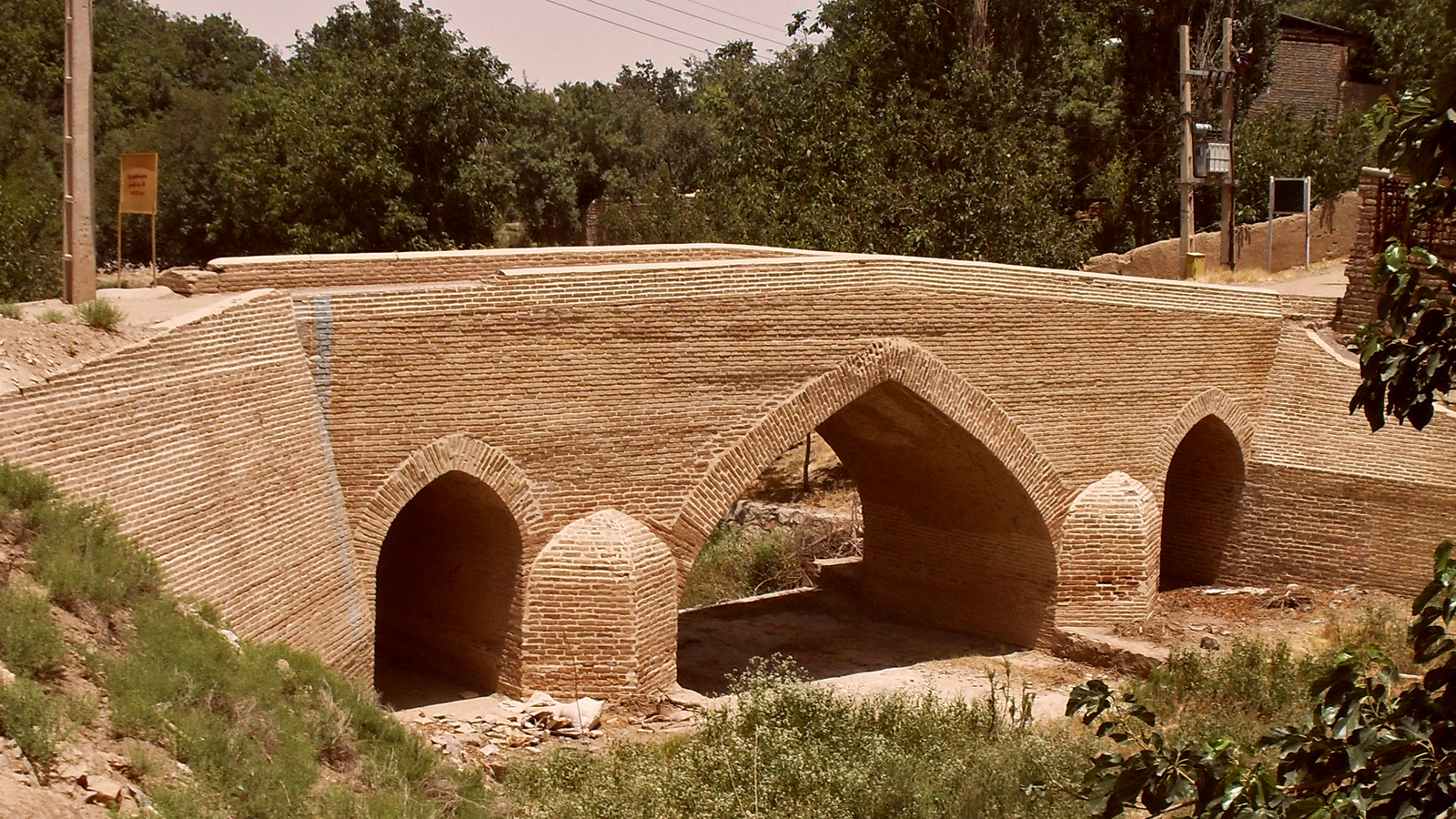
پل طینوج

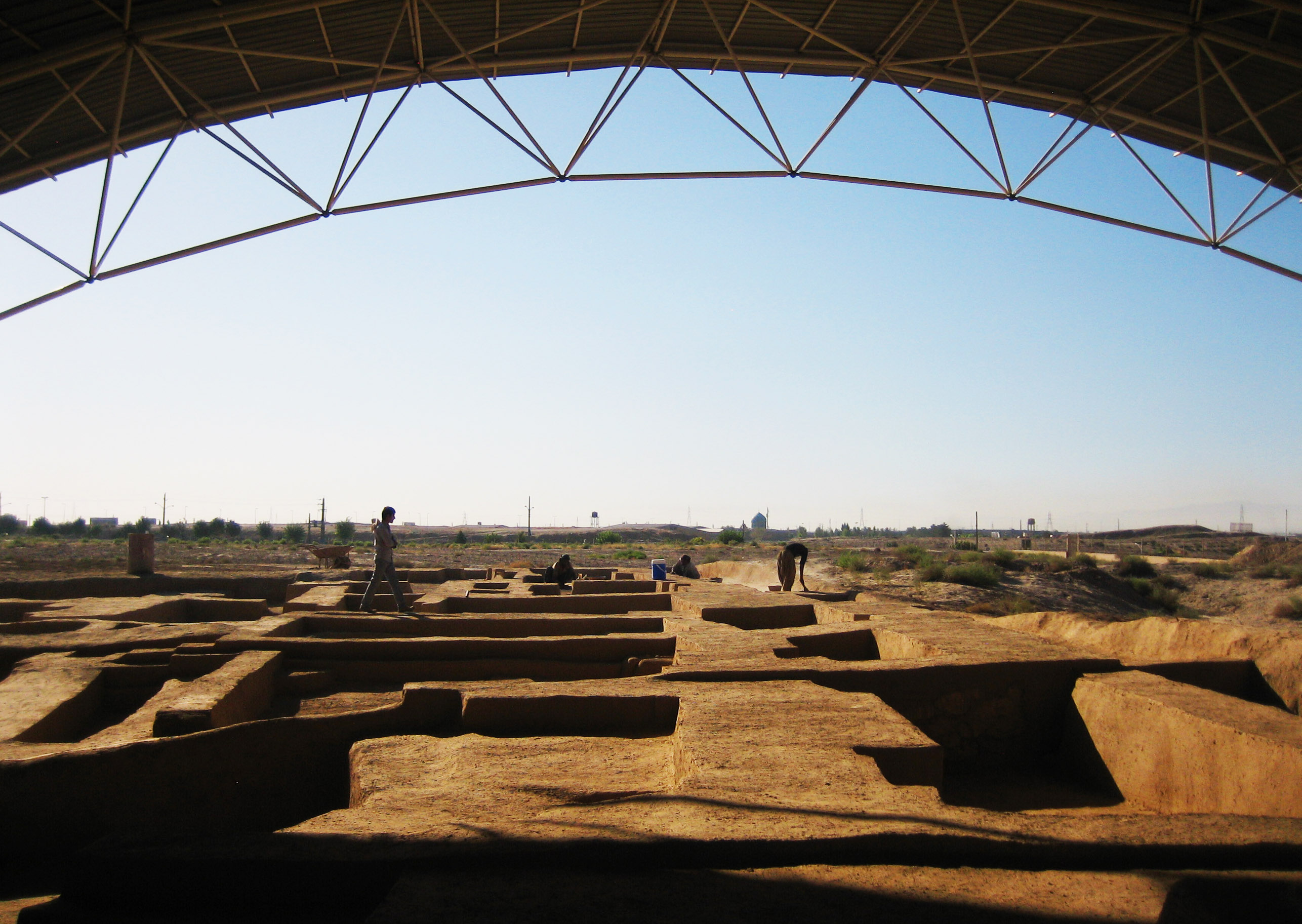
نمایی از تپه قلی درویش

- پل طایقان پل طینوجپل امامزاده عبدالله
- پل دلاک
- پل روس‌ها
- پل شکسته قمرود
- پل طایقان
- پل طینوج
- پل عسگرآباد
- پل قلعه‌چم
- پل هاوکوره آجرپزی

## تپه ها
- آق تپه قشلاق
- آق‌تپه البرز (محوطه ۳۲)
- تپه البرز یک
- تپه امامزاده طیب و طاهر
- تپه امامزاده علمدار کیاب
- تپه امامزاده نواران
- تپه در قلعه (دروازه قلعه)
- تپه دژ کهنه (تیزه کهنه)
- تپه صرم
- تپه قلعه جننی
- تپه قلعه چم لاواردار
- تپه قلعه خورآباد
- تپه قلعه مبارک‌آباد
- تپه قلعه و شنوه
- تپه قلی درویش
- تپه کفتر خون قزقون به سر
- تپه کمر بلبل
- تپه گبری حسین‌آباد میش مست
- تپه گبری روستای قاضی پائین
- تپه گردالی و محوطه گورستان
- تپه مزرعه کهک
- تپه میشل
- قره تپه شاهجرد
- قره تپه قمرود

## حمام ها
- حمام حاج عسگرخان

- حمام روستای البرز
- حمام روستای وسفونجرد
- حمام قبادبزن
- حمام گذر عشقعلی
- حمام مظفرآباد

## خانه های تاریخی

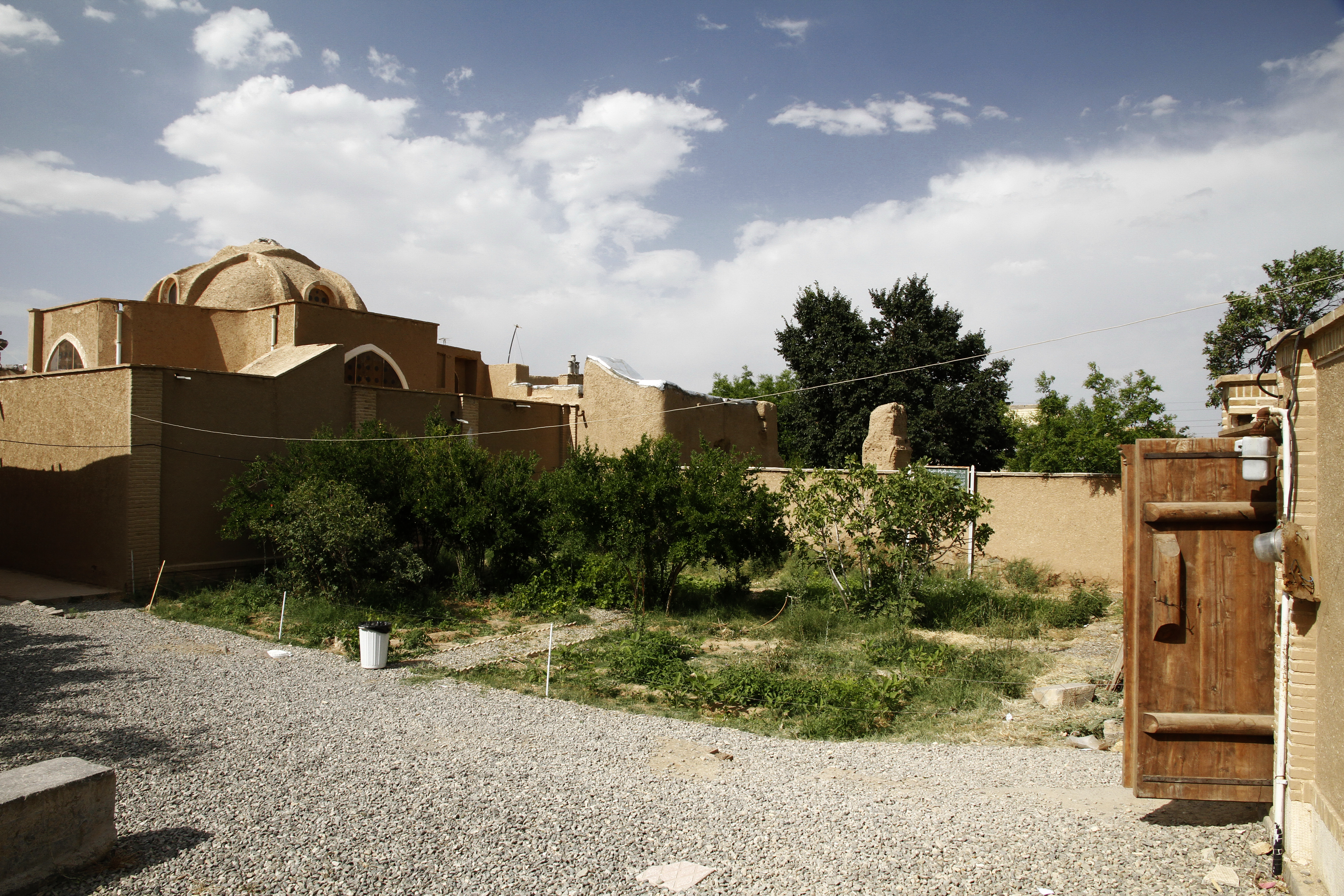
خانه ملاصدرا

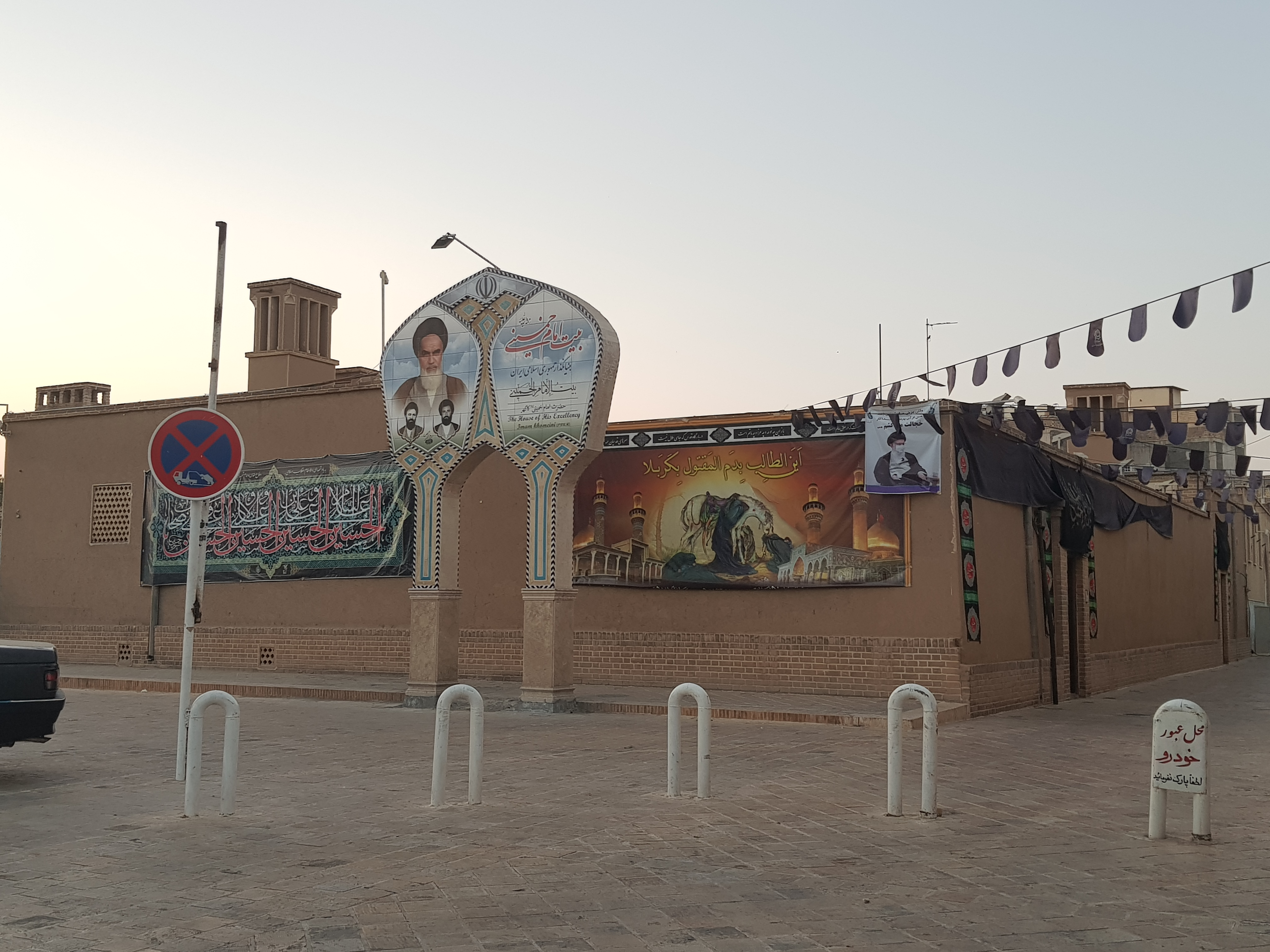
خانه سید روح الله خمینی

- خانه ملاصدراخانه آیت‌الله بروجردی
- خانه آیت‌الله حائری یزدی
- خانه حاج باقر روحانی
- خانه حاج علی خان زند
- خانه حاج قلیخان

- خانه حکیم‌ ملاصدرا

- خانه سلامتی‌ها
- خانه سید حاجی روحانی
- خانه سید روح‌الله خمینی (قم)
- خانه شاکری

- خانه شیخ باقرعربشاهی
- خانه یزدانپناه

## قلعه ها
- قلعه تپه النگ
- قلعه گلی محمدآباد(مربوط به دوره اشکانی)
- قلعه تپه طغرود
- قلعه دختر (قم)
- قلعه زاربلاغ
- قلعه سام‌آباد
- قلعه سرخه (نیزار)
- قلعه عبدالله (کهک)
- قلعه قرمز
- قلعه قمرود
- قلعه کرمجگان
- قلعه کی‌کویه
- قلعه گبری (جمکران)
- قلعه گلی محمدآباد
- قلعه مظفرآباد
- قلعه واسون
- قیز قلعه (جمکران)

## کاروانسرا ها

کاروانسرای پاسنگان

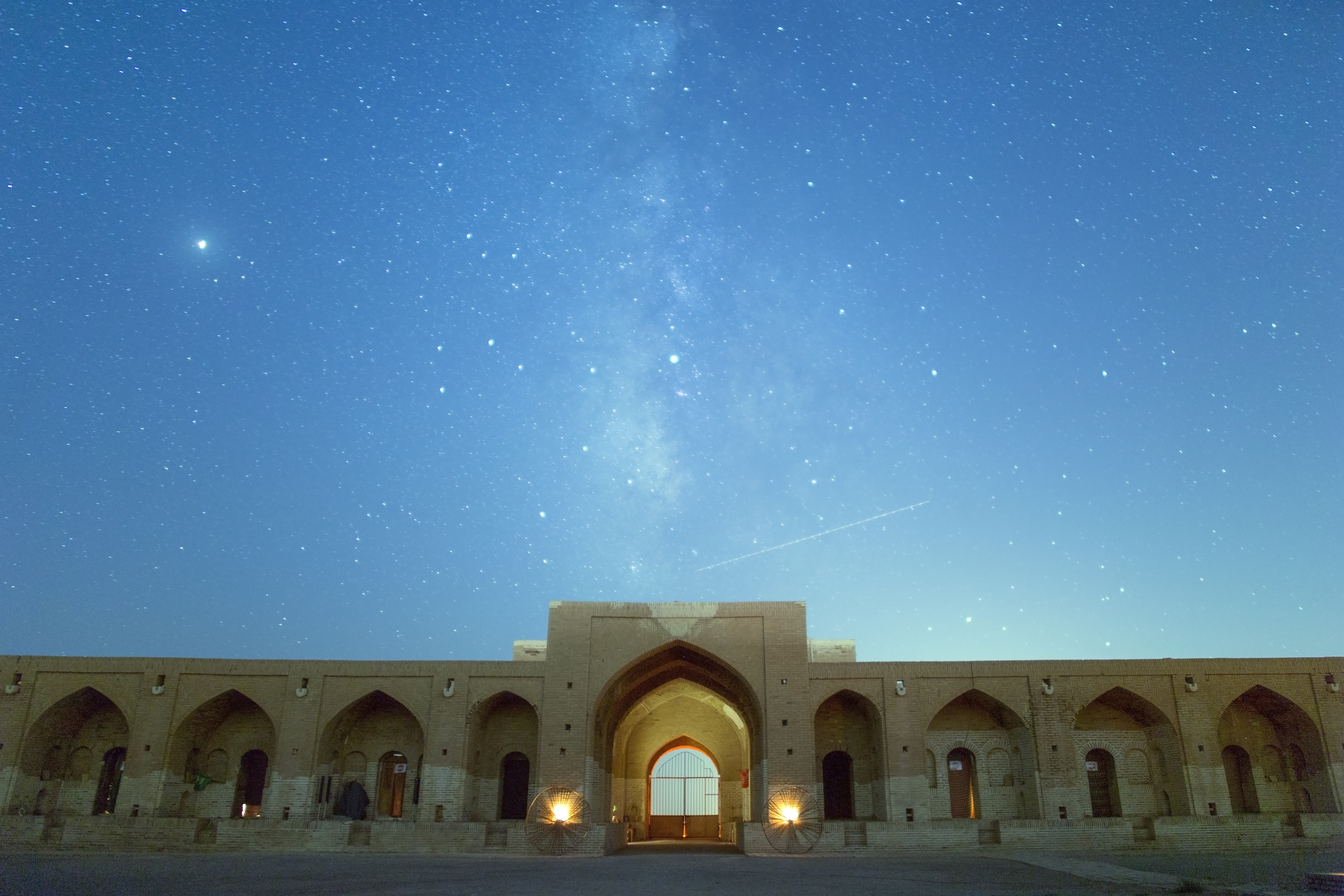
کاروانسرای دیرگچین در قم با معماری ساسانی

- کاروانسرای دیرگچین در قم با معماری ساسانیدیر گچین
- کاروانسرای آجری پل دلاک
- کاروانسرای آجری علی‌آباد
- کاروانسرای البرز
- کاروانسرای الله‌قلی
- کاروانسرای باقرآباد
- کاروانسرای پاسنگان
- کاروانسرای حوض سلطان
- کاروانسرای خشتی پل دلاک
- کاروانسرای سنگی علی‌آباد
- کاروانسرای سنگی محمدآباد (قم)
- کاروانسرای صدرآباد
- کاروانسرای صدری
- کاروانسرای طرلاب
- کاروانسرای طینوج
- کاروانسرای عسگرآباد
- کاروانسرای کوه نمک
- کاروانسرای منظریه

## مجموعه های تاریخی
- مجموعه بناهای چهل اختران

- مجموعه پاچیان
- مجموعه خدیجه خاتون

- مجموعه راسته بازار کهنه و نو

- مجموعه علی‌آباد
- مجموعه فرهنگی تاریخی طینوج
- مجموعه معادن مس لقه مراد
- مجموعه معادن مس مزرعه (وشنوه)
- مجموعه‌های کوره میلی‌های استان قم

## مسجد ها

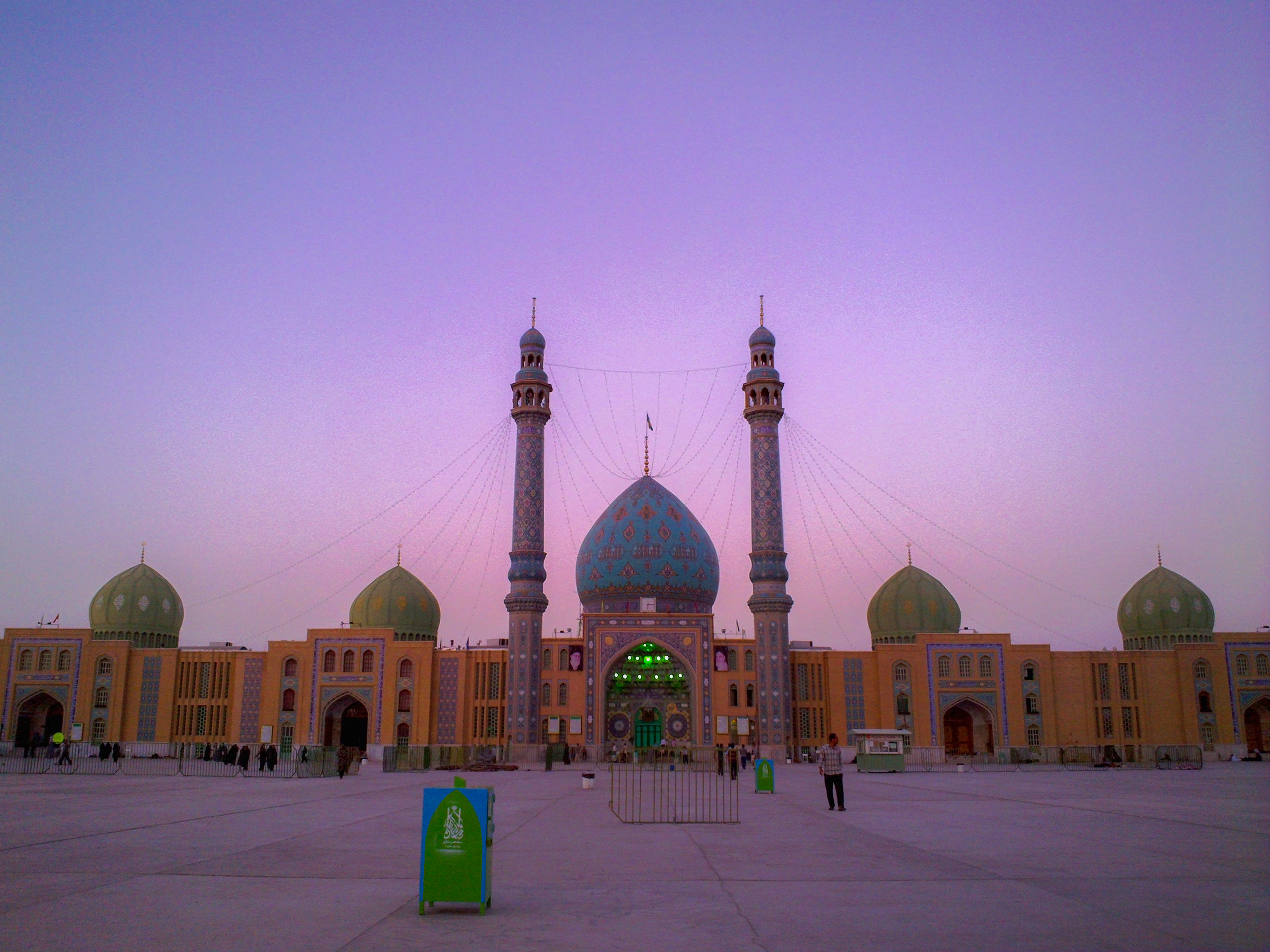
مسجد جمکران

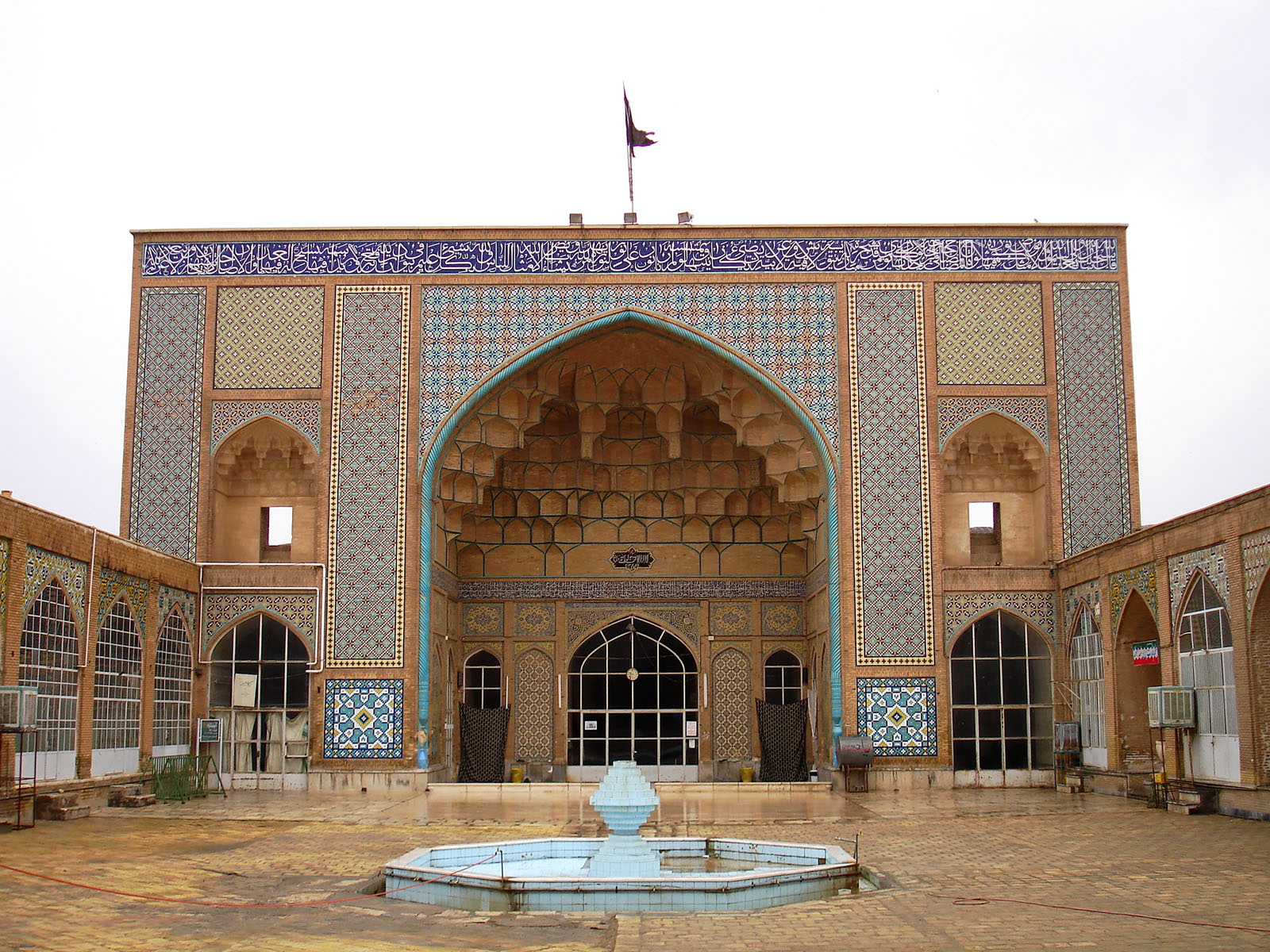
مسجد جامع قم

مسجد جامع پاچیان
- مسجد جمکران
- مسجد جامع قم
- مسجد جامع کهک
- مسجد چهل اختران
- مسجد روستای البرز
- مسجد سید صادق روحانی
- مسجد صرم
- مسجد و آب‌انبار سلماسی
- مسجد و آب‌انبار سید اسماعیل
- مناره و مسجد میدان کهنه

## میل های تاریخی
- میل امامزاده جعفر
- میل امامزاده عبدالله
- میل بابک
- میل چاهک
- میل شهرستان
- میل صفرعلی
- میل علی‌آباد
- میل مقبول‌آباد
- میل میم

## سایر جاذبه های گردشگری

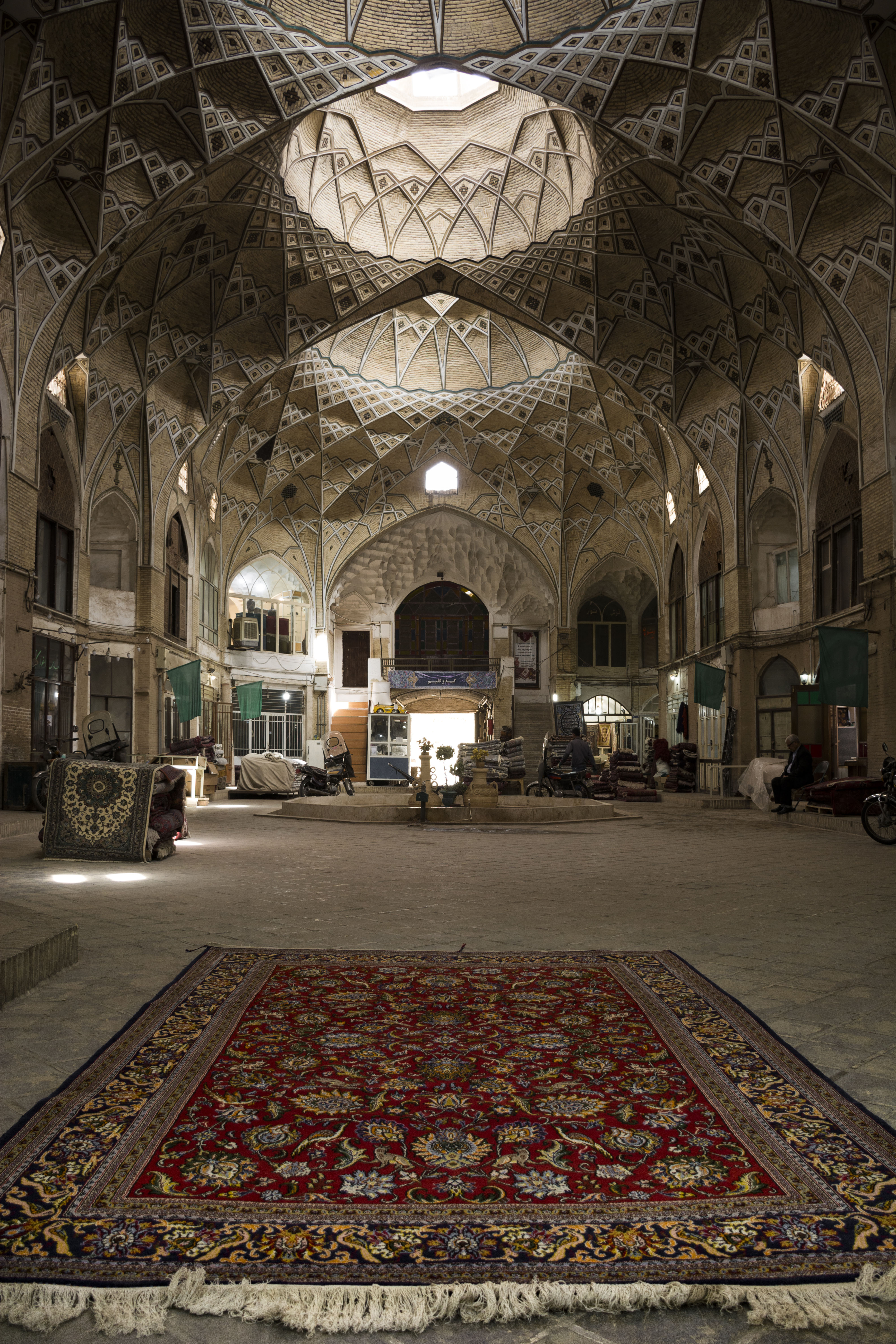
تیمچه بزرگ قم

- تیمچه بزرگ قمآبشار نوقاهان
- آتشکده کرمجگان
- آتشکده نویس
- ایوان مسجد امام حسن
- بادگیر قمرود
- تیمچه بزرگ قم
- دریاچه حوض سلطان

- سد خاوه
- قبرستان نو
- غار وشنوه
- کوشک نصرت
- کوه خضر نبی
- گنبد نمکی قم
- گورستان شیخان
- مدرسه فیضیه
- مقابر باغ گنبد سبز
- یخچال طغرود